# Cidaria fractistrigata
Cidaria fractistrigata är en fjärilsart som beskrevs av Alphéraky 1883. Cidaria fractistrigata ingår i släktet Cidaria och familjen mätare. Inga underarter finns listade i Catalogue of Life.